# Черепахи Фитцроя
Черепахи Фитцроя (лат. Rheodytes) — род черепах из семейства змеиношеих (Chelidae). Встречаются в Австралии.
По данным сайта Reptile Database, на март 2017 года в род Rheodytes включают 1 вид (ещё 2 биномена с этим родовым названием являются младшими синонимами):
- Rheodytes leukops Legler, 1980 — Черепаха Фитцроя

Также к роду относят один вымерший вид:
- † Rheodytes devisi Thomson, 2000[4]